# Canton de Neuilly-sur-Seine-Nord
Le canton de Neuilly-sur-Seine-Nord est une ancienne division administrative française située dans le département des Hauts-de-Seine et la région Île-de-France.

## Conseiller général
| Période | Période | Identité                         | Étiquette                              | Qualité |
| ------- | ------- | -------------------------------- | -------------------------------------- | --- |
| 1967    | 1973    | Jean Fleury                      | UDR                                    | Ingénieur Conseiller municipal de Neuilly-sur-Seine Sénateur de la Seine puis des Hauts-de-Seine (1951 → 1952 et 1962 → 1977) Conseiller de l'Union Française (1952 → 1958) |
| 1973    | 1985    | Édith Gorce-Franklin (1913-1990) | UDR puis RPR                           | Résistante, ancienne institutrice 1re Adjointe au maire de Neuilly-sur-Seine |
| 1985    | 1988    | Nicolas Sarkozy                  | RPR                                    | Maire de Neuilly-sur-Seine (1983 → 2002) Député des Hauts-de-Seine (1988 → 1993, 1995 → 2002, et mars-juillet 2005) Démissionnaire |
| 1988    | 2004    | Charles Pasqua                   | RPR puis RPF                           | Chef d'entreprise Sénateur des Hauts-de-Seine (1977 → 1986, 1988 → 1993, 1995 → 1999, 2004 → 2011) Conseiller général de Levallois-Perret-Sud (1970 → 1976) Président du conseil général des Hauts-de-Seine (1988 → 2004) Député européen (1999 → 2004) Ministre (1986 → 1988 et 1993 → 1995) Député des Hauts-de-Seine (1968 → 1973) |
| 2004    | 2007    | Nicolas Sarkozy                  | UMP                                    | Président du conseil général des Hauts-de-Seine (2004 → 2007) Démissionnaire de ses mandats locaux à la suite de son élection à la Présidence de la République |
| 2007    | 2011    | Marie-Cécile Ménard              | UMP                                    | Chef d'entreprise Conseillère municipale de Neuilly-sur-Seine |
| 2011    | 2012    | Jean-Christophe Fromantin        | DVD, puis UDI Territoires en mouvement | Chef d'entreprise Maire de Neuilly-sur-Seine député des Hauts-de-Seine (2012 → 2017) Démissionnaire |
| 2012    | 2015    | Alexandra Fourcade               | UMP                                    | Adjointe au Maire de Neuilly-sur-Seine Conseillère départementale de Neuilly-sur-Seine (2015 → ) |

## Composition
Le canton de Neuilly-sur-Seine-Nord recouvrait le nord de la commune de Neuilly-sur-Seine. Le sud constituait le canton de Neuilly-sur-Seine-Sud.
| Communes                           | Population (2012) | Code postal | Code Insee |
| ---------------------------------- | ----------------- | ----------- | ---------- |
| Neuilly-sur-Seine, commune entière | 60 341            | 92200       | 92051      |

## Démographie
| 1968 | 1975 | 1982 | 1990   | 1999   | 2006   | 2011   | 2012   |
| ---- | ---- | ---- | ------ | ------ | ------ | ------ | ------ |
| -    | -    | -    | 33 965 | 32 604 | 33 014 | 33 586 | 34 056 |

## Pour approfondir